# Miesenheim
Miesenheim (mundartlich: Missem) ist der südlichste Stadtteil von Andernach, einer großen kreisangehörigen Stadt im Landkreis Mayen-Koblenz im nördlichen Rheinland-Pfalz.

## Lage und Sprache
Miesenheim liegt circa vier Kilometer südlich der Kernstadt Andernach in der Pellenz, begrenzt in südöstlicher Richtung von den beiden Armen der Nette, einem 45 Kilometer langen Flüsschen, das in Hohenleimbach an der Hohen Acht in der Eifel entspringt und bei Weißenthurm in den Rhein mündet.
Der Name Miesenheim weist mit der charakteristischen Endung den Ort als eine fränkische Siedlung aus. Entsprechend ist die Dialektform der Sprache des Ortes das Moselfränkische, das sich auch in Missem, dem Namen auf lokalem Platt, widerspiegelt. Vermutlich wurde der Namensteil „Mies“ als Synonym vom Mittelhochdeutschen „Moos, Sumpf“ abgeleitet, wohl auf die ursprünglich im unteren Nettetal ausgebildeten Sumpflandschaften bezogen.

## Geschichte
Miesenheim ist durch seine Vielzahl archäologischer Fundstellen bekannt, die bis in die Zeit vor 500.000 Jahren (Altpaläolithikum) zurückreichen. Dies ist einmalig am Rhein und einer der wenigen Fundorte aus dieser Zeit weltweit.
Reste einer römischen Villa und von römischen Wasserleitungen sind Zeugnisse hoher zivilisatorischer Entwicklung schon vor zweitausend Jahren.
Urkundlich erwähnt wurde der Ort um das Jahr 1000.
Im Jahre 1167 kam es mit Andernach zu Kurköln als Schenkung Kaiser Friedrich I. (Barbarossa) an seinen Reichskanzler und Erzbischofs von Köln, Reinald von Dassel. Seit dieser Zeit war Miesenheim ein befestigter Ort mit Wall und Graben.
Im 15. Jahrhundert hatte das Adelsgeschlecht der Hausmann von Andernach das Vogteirecht in Miesenheim inne, denen nach Erlöschen der Familie 1664 die von Klepping und von Solemacher folgten.
An der Nette siedelten sich etliche Wassermühlen an, die neben der Landwirtschaft – in deren Hochzeiten über 60 Betriebe – das Dorf und seine Bewohner ernährten. Ursprünglich nur Getreidemühlen kamen in den folgenden Jahrhunderten Öl- (Rauscher Mühle), Hammer- und Papiermühlen hinzu. Die Abtei St. Thomas, nach Thomas Becket benannt und damals vor den Stadtmauern Andernachs gelegen, besaß ebenfalls eine Getreidemühle in Miesenheim, dazu große Ländereien, ebenso die Propstei Himmeroder Hof in Andernach.
1727 erhielt die Abtei St. Thomas unter ihrer damaligen Äbtissin von der Hees die Erlaubnis, die Getreidemühle an der Nette zu einer Hammermühle für die Eisenverarbeitung mit einer schweren Doppel-Eisenhammer-Anlage umzubauen, was die Prosperität des Ortes erheblich anhob. Bis zur Säkularisation des Rheinlandes durch Napoléon 1803 war das Gut Eigentum des Klosters St. Thomas. Seit 1742 betrieb Wilhelm Remy als Pächter und seit 1797 Carl Wilhelm Remy und dessen Nachfahren als Eigner die Hammermühle, die „Gut Nettehammer“ genannt wurde, für 100 Jahre. 1777 vernichtet ein verheerender Großbrand das gesamte Dorf, das hauptsächlich aus Holzhäusern bestand, bis auf die Kirche mit Pfarrhaus und zwei weitere Wohnhäuser.
Florian Bianchi (* 1745 Celerina i. Engadin; † 19. Mai 1811 Graubünden) kaufte Öl- und Mahlmühlen ein Stück oberhalb der Mündung der Nette und ermöglichte seinen Untergebenen, dass sich jeder ein Haus bauen konnte. Auf diese Weise kann der Ort Miesenheim auf ihn als seinen Mitbegründer zurückblicken.
Am 17. Februar 1800 wurde auf Befehl Kaiser Napoléons im Département de Rhin-et-Moselle die Mairie Andernach geschaffen, zu der neben Andernach die Gemeinden Brohl, Eich, Namedy, Nickenich und auch Miesenheim gehörten. Alte Familiendokumente verfasst in französischer Sprache zeugen von dieser kurzen Episode in der Geschichte der Gemeinde.
1808 vergrößerte Carl W. Remy die Anlage und beschäftigte über 100 Mühlenarbeiter, Holzarbeiter und Köhler. Inzwischen erzeugten vier wasserbetriebene Hammerwerke 175 Tonnen Stabeisen im Jahr.
1846 übernahm Peter Backhausen das Gut Nettehammer und erweiterte es nochmals beträchtlich, in dem er die Miesenheimer Drahtstiftfirma Quirin und Dreher erwarb und dem Gut angliederte.

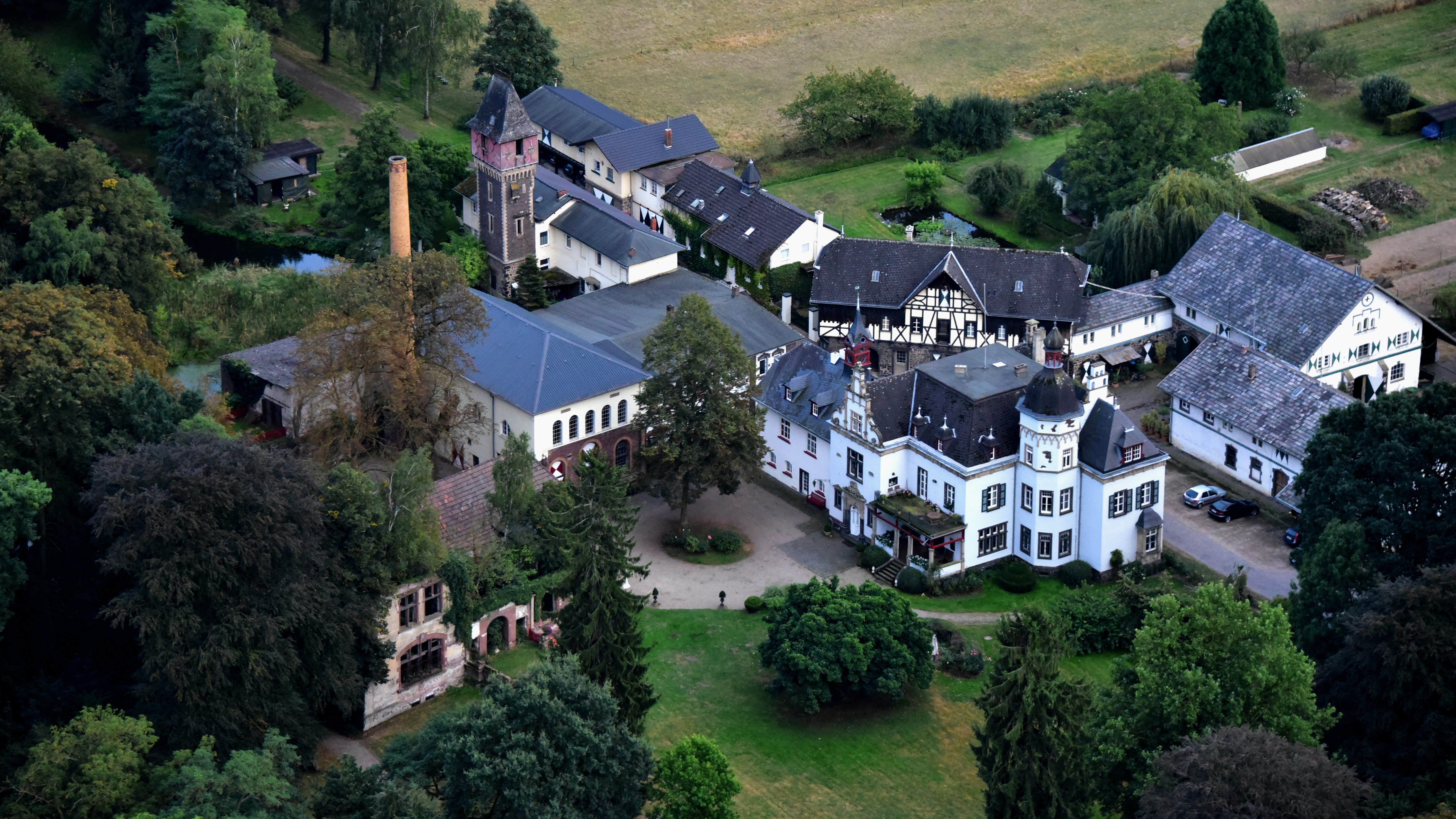
Gut Nettehammer, Luftaufnahme (2016)

Nach 1860 arbeiteten siebzehn Hämmer und stellten mit 120 Beschäftigten Metallgeschirre, Töpfe, Stifte etc. bis 1923 her.
Die frühe industrielle Entwicklung des Ortes hat keine starken Anreize zur Auswanderung im 19. Jahrhundert aufkommen lassen. Nur wenige Fälle von Auswanderung in die von Deutschen in den USA bevorzugten Gebiete um Pittsburgh (Pennsylvania) und St. Louis (Missouri) sind verbrieft. Eine größere Anziehung übte auf die Einwohner das Nederland aus, wie die Ruhrregion um Essen damals genannt wurde, besonders im technisch attraktiven Eisenbahnwesen und im aufblühenden Handel.
Im Zweiten Weltkrieg blieb der Ort von größeren Zerstörungen verschont, obwohl er im Dispersionsbereich von Bombardements der zur Westfront führenden, strategisch wichtigen Eifelquerbahn und der Neuwieder Rheinbrücke lag. Nachdem die Alliierten im Frühjahr 1945 den Rhein erreicht hatten, richteten sie am nördlichen Ortsrand zwischen Eifelquerbahn, Mayener Chaussée und Nette das Kriegsgefangenenlager Miesenheim ein. Auf freiem Feld ohne Schutz gegen die nass-kalte Witterung und ohne ausreichende Ernährung und medizinische Versorgung fanden viele der nahezu hunderttausend Kriegsgefangenen im Lager den Tod.
Bis zum Zweiten Weltkrieg waren Papiermühlen vorrangige Arbeitgeber des Ortes, nach dem Krieg blühte, wie in vielen Orten der Region, die Bimssteinfabrikation, ermöglicht durch die erst in jüngster erdgeschichtlicher Zeit erfolgten Vulkaneruptionen in der Südost-Eifel. Bis über 800 kleinster bis großer Betriebe wurden im Neuwieder Becken gezählt. Neben mittelständischen Unternehmen der Baustoffindustrie, der Getreide- und Agrarwirtschaft, des Maschinenbaus und des Druckereiwesens bildet der benachbarte, zu ThyssenKrupp gehörige Weißblechhersteller Rasselstein die solide Grundlage für die Beschäftigung der Einwohner.
Bis 1970 war Miesenheim eine eigenständige Gemeinde, die der Verbandsgemeinde Andernach-Land, heute Verbandsgemeinde Pellenz, angehörte. Am 7. November 1970 wurde Miesenheim ein Stadtteil von Andernach.

## Wappen
Die ehemalige Gemeinde Miesenheim hatte ein eigenes Wappen, das als Emblem auch heute noch von den Bürgern des Stadtteils verwendet wird.
| Wappen von Miesenheim | Blasonierung: „Unter silbernem Schildhaupt, darin ein durchgehendes schwarzes Balkenkreuz, gespalten von Gold und Blau, vorne die thronende, nimbierte und goldbekronte Himmelskönigin in blauem Mantel über rotem Kleid, in der rechten Hand das goldene Zepter haltend, mit der linken das silbern bekleidete nimbierte Jesuskind fassend, welches auf einem Ovalschild, darin in Rot ein silberner Balken mit darüber zwei balkenweise gestellten silbernen Mühleisen, stehend, den rechten Arm um den Nacken der Gottesmutter legend und in der linken Hand den blau tingierten, goldgefassten Reichsapfel tragend, hinten zwei zu einem Pfahl gestellte, sich durchdringende silberne Ringe.“ |
| Wappen von Miesenheim | Wappenbegründung: Im Schildhaupt weist das Wappen des Hohen Erzstifts zu Köln (Kurköln) auf die Zugehörigkeit der Zivilgemeinde Miesenheim als Teil des alten Reichsguts mit der Stadt Andernach durch dessen Vergabe Kaisers Friedrich I. Rotbart im Jahre 1167 an seinen Reichskanzler und Erzbischof von Köln, Reinald von Dassel hin. Der vordere gespaltene Teil des Wappens zeigt das Siegel des Klosters St. Thomas, das eine Wassermühle und ehemaligen Springiersbacher Grundbesitz in Miesenheim besaß (vom Trierer Erzbischof Albero von Montreuil 1138 bestätigt). Dieses Klostersiegel zeigte stets in Gold die gekrönte Maria mit dem Jesuskind über dem Familienwappen der amtierenden Vorsteherin oder Äbtissin, hier der Freifrau von der Hees aus dem 18. Jahrhundert, die durch die Anlage des Nettehammers 1727 aus einer Getreidemühle die wirtschaftliche und damit finanzielle Situation von Dorf und Einwohnern beträchtlich verbesserte. Der hintere Teil des Miesenheimer Wappens stellt das Siegel (Silberringe in Blau) der Propstei zu Andernach der Abtei Himmerod (1134 gegründet) dar, die im Miesenheimer Bann neben St. Thomas ebenfalls großen Grundbesitz hatte. |

## Politik

### Ortsbeirat
Miesenheim ist als Ortsbezirk ausgewiesen und hat gemäß Hauptsatzung einen Ortsbeirat und einen Ortsvorsteher.
Der Ortsbeirat besteht aus zwölf Ortsbeiratsmitgliedern und dem Ortsvorsteher als Vorsitzendem. Bei der Kommunalwahl am 9. Juni 2024 wurden die Beiratsmitglieder in einer personalisierten Verhältniswahl gewählt. Die Sitzverteilung im gewählten Ortsbeirat:
| Wahl | SPD | CDU | FWG | Gesamt   |
| ---- | --- | --- | --- | -------- |
| 2024 | 1   | 7   | 4   | 12 Sitze |
| 2019 | 4   | 6   | 2   | 12 Sitze |
| 2014 | 4   | 7   | 1   | 12 Sitze |
| 2009 | 4   | 7   | 1   | 12 Sitze |

- FWG = Freie Wählergruppe Andernach e. V.

### Ortsvorsteher und Bürgermeister
Stefan Kneib (CDU) wurde am 9. Juli 2024 Ortsvorsteher von Miesenheim. Bei der Direktwahl am 9. Juni 2024 hatte er sich mit einem Stimmenanteil von 68,3 % gegen eine Mitbewerberin durchgesetzt.
Bürgermeister und Ortsvorsteher ab 1894:
- ab 1894 Johann Müller
- ab 1908 Johann Assenmacher
- ab 1918 Josef Thelen
- ab 1928 Mathias Bauer
- ab 1932 Alexander Schäfer
- ab 1940 Johann Hoffmann
- 1945/46 Heinrich Schneider (kommissarisch)
- 1947/48 Franz Ring (kommissarisch)
- ab 1948 Josef Saftig
- ab 1960 Heinrich Frank
- ab 1964 Franz Röhrig
- 196800000 Josef Fuhrmann (kommissarisch)
- 1969–1999 Gerhard Josef Simon
- 1999–2009 Herbert Becker
- 2009–2024 Gerhard Masberg
- 202400000 Fabian Mohrs (kommissarisch)[10]
- seit 20240 Stefan Kneib

## Sehenswürdigkeiten

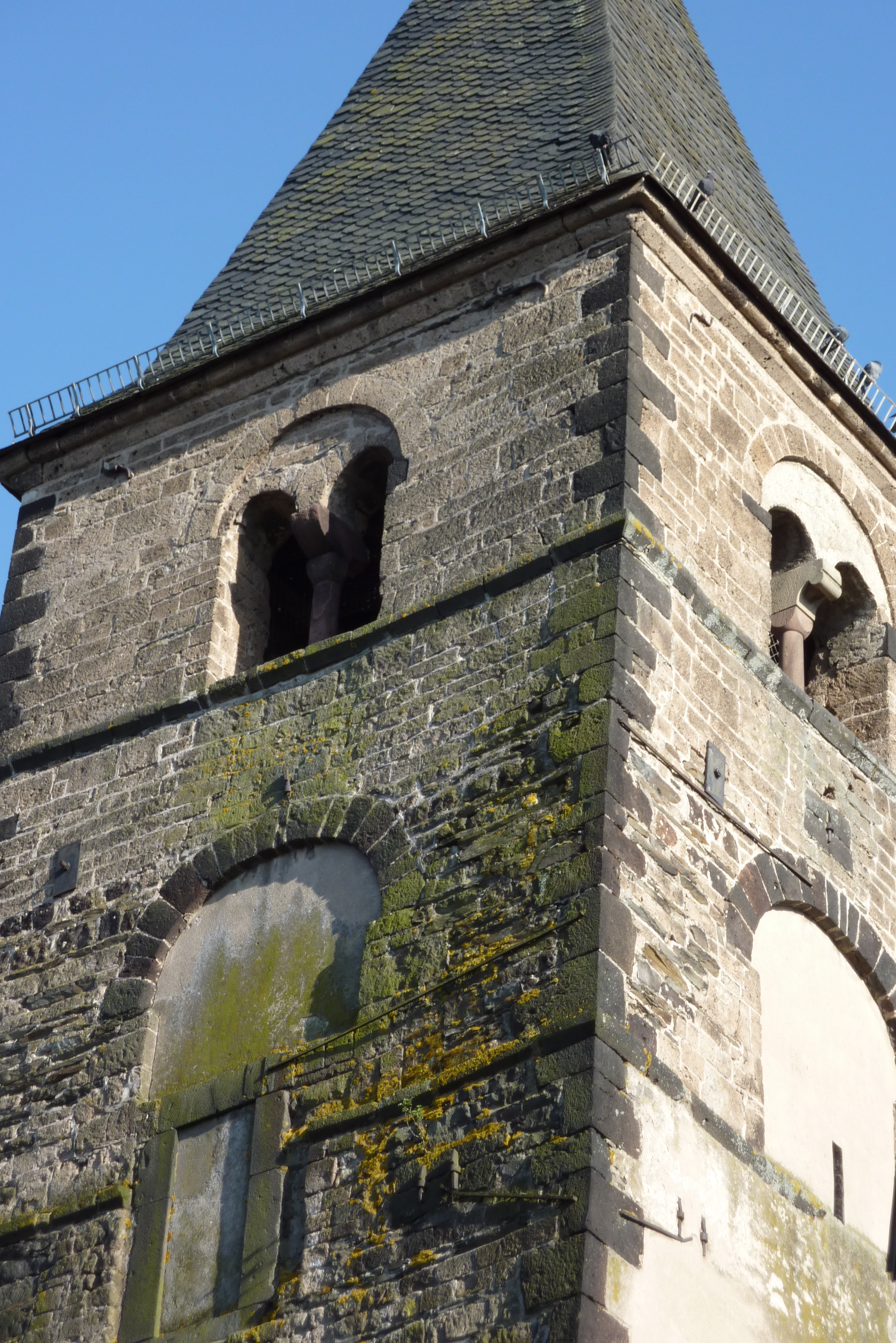
Kirchturm aus dem 12. Jahrhundert

Die sogenannte Alte Kirche aus dem 12. Jahrhundert (erste Erwähnung 1248), deren Glockenturm die Zeiten überdauerte, die Pfarrkirche St. Castor von Karden, mit traditionellem Pfarrfest, und das außerhalb liegende Gut Nettehammer aus dem 17. Jahrhundert wären zu nennen, dazu die St. Antoniuskapelle in den Blauwiesen, der Kreuzweg auf der Straße nach Kettig mit Dreifaltigkeitskapelle am Anfang und der kürzlich renovierten Hochkreuzkapelle von 1848 am Ende des Weges (Weißenthurmer Straße). Tief bewegend sind die Grabsteine von Mitbürgern auf dem jüdischen Friedhof südlich der Nette an der Straße nach Saffig. Ein Gedenkstein am Ort des Kriegsgefangenenlagers erinnert an Leid und Tod verursacht durch Krieg. Das Ortsinnere von Miesenheim besticht durch schön restaurierte Fachwerkhäuser. Von hohem architektonischem Wert sind Häuser, die aus schwarzem Lava-Krotzenstein und hellem Tuffstein in dieser Art nur im Vulkangebiet der Eifel gebaut wurden.

## Partnerschaften
Es besteht eine Partnerschaft mit der Gemeinde Nivelle (Hauts-de-France) in Frankreich.

## Verkehr

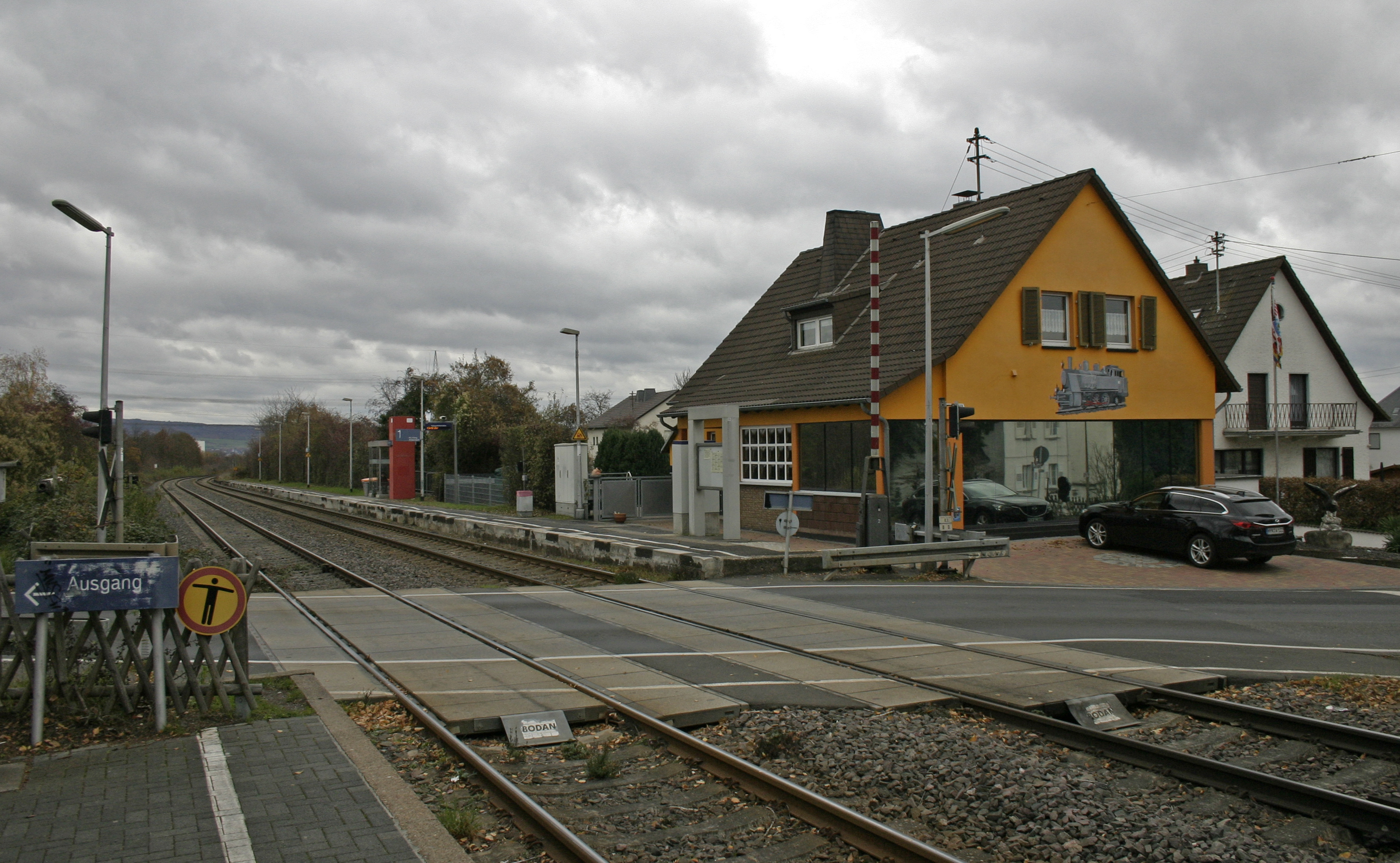
Haltepunkt Miesenheim, 2018

### Bahnverkehr
Der Haltepunkt Miesenheim liegt an der Eifelquerbahn und wird von den Regionalbahn-Linien RB 23 und RB 38, der Lahn-Eifel-Bahn bedient. Die beiden Seitenbahnsteige an der zweigleisigen Strecke liegen jeweils in Fahrtrichtung hinter dem Bahnübergang an der Andernacher Straße.

### Straßenverkehr
Westlich parallel zur Eisenbahnstrecke wurde die Bundesstraße 256 als Umgehungsstraße angelegt, sie verbindet Miesenheim mit der Andernacher Innenstadt bzw. Weißenthurm im Norden sowie mit Plaidt bzw. der Bundesautobahn 61 im Süden.

## Persönlichkeiten
- Wilhelm Müller (1882–1956), Eisenbahn-Ingenieur, Rektor der RWTH Aachen und Mitbegründer des Internationalen Karlspreises zu Aachen
- Peter Matthias Zerwas (* 1942), Elementarteilchen-Physiker, RWTH Aachen und Deutsches Elektronen-Synchrotron DESY Hamburg